# 東別院車站
東別院車站（日语：／ Higashi-Betsuin eki */?）是位在愛知縣名古屋市中區大井町。為名古屋市營地下鐵名城線的車站之一。車站編號為M02。
因名古屋電視台由本站4號出入口出站後即可抵達，故在月台的站名標牌下方，除附有該台之吉祥物圖案以外，還有名視前（メ～テレ前）的標示。

## 車站結構
本站為2面2線側式月台之地下車站。

### 月台配置
| 月台 | 路線           | 方向 | 目的地                     |
| ---- | -------------- | ---- | -------------------------- |
| 1    | 名城線、名港線 | 左環 | 金山、新瑞橋、名古屋港方向 |
| 2    | 名城線         | 右環 | 榮、大曾根方向             |

## 車站周邊
- 真宗大谷派名古屋別院（東別院）
  - 東別院會館（NBN Hall）
- 名古屋電視台
- 下茶屋公園
- 葉場公園
- 橘公園
- 名古屋市立平和小學
- 名古屋高速都心環狀線

## 相鄰車站
名古屋市營地下鐵
 名城線
金山（M01）－東別院（M02）－上前津（M03）

## 外部連結
- 東別院 - 名古屋市交通局